# Die wunderschöne Galathee
Pour plus de détails, voir Fiche technique et Distribution.
Die wunderschöne Galathee (titre français : La Belle Galathée) est un film allemand réalisé par Rolf Meyer (de), sorti en 1950.

## Synopsis
Dans l'Allemagne impériale au tournant du siècle, dans une petite ville, deux hommes, le sculpteur Viktor Kolin et le maître de chapelle Marcel Thomas, ont travaillé à leur manière sur le thème de Galathée. Alors que l'un dirige l'orchestre pour interpréter l'opérette Die schöne Galathée de Franz von Suppé, l'autre prévoit de ciseler la nymphe dans la pierre. Viktor a déjà choisi une jeune femme pour modéliser la statue : c'est la jeune Leni, une simple fille du peuple qui travaille comme auxiliaire sur le marché aux légumes.
Leni se sent très flattée et tombe immédiatement amoureuse de Viktor. Cela fait d'elle la concurrente de la chanteuse Victoria Mertens, l'amie du sculpteur. Le musicien, à son tour, montre également de l'intérêt pour Victoria, ce qui donne à la danse érotique une touche supplémentaire. Lorsque Viktor a finalement façonné sa Galathée, il s'est soudainement désintéressé de Leni, qui avait espéré que la sculpture lui rendrait ses sentiments. Pleine de colère, elle entre dans son atelier et casse l'œuvre d'art. Il y a un procès dans lequel Viktor ne réalise qu'à ce moment les vrais sentiments de Leni. Avec cette perspicacité, il n'a plus aucun problème avec le fait que Victoria a l'intention de se fiancer avec le chef d'orchestre Thomas.

## Fiche technique
- Titre : Die wunderschöne Galathee
- Réalisation : Rolf Meyer (de)
- Scénario : Kurt E. Walter (de)
- Musique : Franz Grothe
- Direction artistique : Franz Schroedter (de)
- Costumes : Herbert Ploberger
- Photographie : Igor Oberberg
- Son : Martin Müller
- Montage : Martha Dübber (de)
- Production : Rolf Meyer
- Société de production : Junge Film-Union Rolf Meyer
- Société de distribution : National-Film
- Pays d'origine :  Allemagne de l'Ouest
- Langue : allemand
- Format : Noir et blanc - 1,37:1 - Mono - 35 mm
- Genre : Comédie
- Durée : 105 minutes
- Dates de sortie :
  - Allemagne de l'Ouest : 13 avril 1950.
  - France : 13 juillet 1951[1].

## Distribution
- Hannelore Schroth : Leni Fink
- Viktor de Kowa : Viktor Kolin
- Willy Fritsch : Marcel Thomas
- Gisela Schmidting : Victoria Mertens
- Margarete Haagen : Anastasia

## Source de la traduction
- (de) Cet article est partiellement ou en totalité issu de l’article de Wikipédia en allemand intitulé « Die wunderschöne Galathee » (voir la liste des auteurs).